# Rammelsbergita
La rammelsbergita es un mineral de la clase de los minerales sulfuros, y dentro de esta pertenece al llamado “grupo de la lollingita”. Fue descubierta en 1854 en el distrito de los Montes Metálicos Centrales de los Montes Metálicos, en el estado de Sajonia (Alemania), siendo nombrada así en honor de Karl F.A. Rammelsberg, célebre químico y mineralogista alemán. Un sinónimo poco usado es el de níquel blanco.

## Características químicas
Es un arseniuro simple de níquel. Todos los minerales del grupo de la lollingita al que pertenece son arseniuros de níquel o hierro.
Es isoestructural con la marcasita (FeS2), siendo polimorfo con dos minerales de igual fórmula química pero que cristalizan en otros sistemas: la krutovita y la pararrammelsbergita.
Además de los elementos de su fórmula, suele llevar como impurezas: cobalto, selenio, azufre, hierro y antimonio.

## Formación y yacimientos
Se encuentra en el interior de masas metálicas de brillo plateado, en vetas hidrotermales de temperatura moderada con otros minerales del níquel y del cobalto.
Suele encontrarse asociado a otros minerales como: skutterudita, safflorita, lollingita, niquelina, bismuto nativo, plata nativa, algodonita, domeykita o uraninita.

## Usos
Puede extraerse en las minas como mena del níquel.